# Herb Andrychowa
Herb Andrychowa – jeden z symboli miasta Andrychów i gminy Andrychów w postaci herbu.

## Wygląd i symbolika
Herb przedstawia w czerwonym polu złoty majuskulny monogram złożony z liter SA. 
Monogram stanowi inicjały Stanisława Ankwicza, właściciela miasta w dobie nadania praw miejskich.

## Historia
Andrychów w roku 1767 otrzymał prawa miejskie oraz znak albo pieczęć, w której wyobrażono monogram SA. Znak ten próbowały zmienić władze austriackie. W 1812 roku powstał projekt herbu, w którym wyobrażono postać Merkurego, siedzącego na skrzyni, z kotwicą i berłem w lewicy, którą opiera o tarczę z herbem Habsburgów, pod którym wstęga z dewizą Sub tuo sceptro floret (pod twoim berłem kwitnie). W roku 1823 przywilej cesarski nadał miastu nowy symbol, nawiązujący do rodu Ankwiczów - zmodyfikowaną łękawicę z herbu Abdank ze strzałą i rozetą w środku. Marian Gumowski w 1960 roku postulował zmodyfikowany herb z 1823 roku, gdzie nad łękawicą umieszczono samą różę. W Miastach polskich w tysiącleciu z 1965 roku postulowano z kolei herb wyobrażający wyłącznie łękawicę. W roku 1966 wprowadzono herb przedstawiający w polu czerwonym białą łękawicę i żółte czółenko tkackie w obramowaniu zębatego koła, dołączając do symboliki Andrychowa motywy związane z miejscowym przemysłem. W 1993 roku dokonano kolejnej zmiany herbu, gdzie w jednej tarczy pomieszczono łękawicę, a nad nią monogram z najstarszego symbolu miasta. 20 września 1994 roku ostatecznie przyjęto herb nawiązujący do symbolu miasta z lat 1767 – 1823.

## Źródło
- Henryk Seroka, Krzysztof Skupieński: Materiały do polskiego herbarza samorządowego. Zeszyt 1. Lublin: 1995, s. 34-42. ISBN 83-904787-1-4.